# El nacimiento de Venus (Boucher)
Para otras obras bajo el mismo título véase El nacimiento de Venus
El nacimiento de Venus es un cuadro del pintor francés François Boucher, realizado en 1754, que se encuentra en la Colección Wallace de Londres.
La obra representa el nacimiento de Venus de las aguas del mar, una de las iconografías más destacables de la diosa.
El nacimiento de Venus es un tema muy recurrente en el arte, por lo que se puede ver en un fresco de la llamada Casa de Venus en Pompeya, del siglo I a. C.
El título lo comparten diversas obras de varios pintores sobresalientes.